# Función sudomotora
La función sudomotora se refiere al control del sistema nervioso autónomo de la actividad de las glándulas sudoríparas en respuesta a factores tanto ambientales como individuales. La producción de sudor es un mecanismo termorregulador imprescindible para el cuerpo, que le ayuda a prevenir enfermedades relacionadas con el calor, así como función de defensa frente a invasores, ya que la evaporación del sudor es el método más eficaz del cuerpo para reducir el calor y el único método de enfriamiento disponible cuando la temperatura del aire supera la temperatura de la piel.

Además, el sudor desempeña un papel fundamental en el agarre, la defensa microbiana y la cicatrización de heridas.

## Disfunción
Una disfunción sudomotora puede ocurrir en cualquier trastorno que afecte directa o indirectamente al sistema nervioso autónomo, incluyendo enfermedades como la diabetes mellitus, amiloidosis, infecciones, enfermedades neurodegenerativas, atrofia multisistémica y disautonomías.
La disfunción sudomotora puede manifestarse con un aumento o una disminución en la sudoración. Ambas disfunciones tienen el potencial de afectar la calidad de vida de un individuo. La sudoración excesiva puede causar vergüenza social, mientras que lasudoración insuficiente puede provocar intolerancia al calor y piel seca. En situaciones más graves puede producir hiperqueratosis, queilitis angular, ulceraciones y mala cicatrización de las heridas debido a la alteración de la humedad epidérmica.

La disfunción sudomotora es una de las manifestaciones neurofisiológicas más comunes y tempranas de neuropatías periféricas. Incluso puede ser la única manifestación neurológica detectable.

El estándar de oro para el diagnóstico de estas neuropatías es la densidad de fibras nerviosas intraepidérmicas (IENFD, de sus siglas en inglés Intraepidermal Nerve Fiber Density) tomadas a partir de biopsias en la piel. Este procedimiento es invasivo e inadecuado para el seguimiento a largo plazo.

## Pruebas diagnósticas
Hay varios métodos disponibles para la evaluación de la función sudomotora. Varían en coste, complejidad técnica, reproducibilidad, variabilidad y disponibilidad de datos normativos.
La prueba termorreguladora del sudor (TST) y la prueba cuantitativa del reflejo axónico sudorípara (QSART) se consideran los estándares de oro para la evaluación de la función sudorípara.

### Prueba termorreguladora del sudor (TST)
La prueba termorreguladora del sudor (TST, del inglés thermoregulatory sweat test) fue desarrollada en la década de 1940 por Ludwig Guttmann para medir objetivamente la función sudomotora preganglionar y posganglionar. La prueba se realiza en una sala con la temperatura a 45–50 °C y humedad entre 35 y 40 %. El paciente se tumba desnudo en una mesa de exploración y se aplica uniformemente un tinte en la piel del paciente (en la superficie ventral), excluyendo los ojos, las orejas y la boca (región perioral). El tinte cambia de color en respuesta a una disminución del pH de la piel, que ocurre cuando se inicia la sudoración del paciente a medida que la temperatura ambiente aumenta gradualmente.  Se toman fotografías para registrar los patrones de sudoración del paciente. Además, se puede calcular el %TST dividiendo el área de piel anhidrótica por el área total de piel y multiplicando por 100. El %TST actúa como un indicador de la gravedad del deterioro neurológico.

### Prueba cuantitativa del reflejo axónico sudomotor (QSART)
La prueba cuantitativa del reflejo axónico sudomotor (QSART, del inglés quantitative sudomotor axon reflex) fue desarrollada por Phillip Low en 1983 como un método cuantitativo para el diagnóstico de una "disfunción sudomotora posganglionar" localizada en una área concreta.
Funciona de la siguiente manera: se colocan cápsulas sudoríparas en el antebrazo, en las partes proximal y distal de la pierna, y en el dorso del pie. Cada cápsula está dividida en tres compartimentos concéntricos. El compartimento exterior de la cápsula está lleno de una solución de acetilcolina al 10%, mientras que en el compartimento interior se liberará gas nitrógeno de forma constante sobre la piel. El compartimento central actúa únicamente como amortiguador entre los compartimentos interior y exterior. La humedad de salida del gas nitrógeno después de pasar por la piel se mide con un higrómetro. Una vez que se alcance un flujo estable de humedad, se inicia la ionoforesis del líquido de acetilcolina utilizando una corriente eléctrica de 2 mA para suministrar la acetilcolina a las capas dérmicas de la piel.  La acetilcolina se une a las glándulas sudoríparas (con una respuesta sudorípara directa) y a los receptores nicotínicos y muscarínicos en las terminales nerviosas sudomotoras, que transmiten el potencial de acción antidrómicamente a los puntos de ramificación del axón y luego ortodrómicamente a los nervios y glándulas sudomotoras adyacentes (respuesta sudorípara indirecta).
La producción de sudor se mide como el cambio de humedad relativa a lo largo del tiempo. El tiempo medido, la magnitud y la latencia de la respuesta del sudor se registran y analizan digitalmente utilizando un software especializado.

### Otras pruebas diagnósticas
- Conductancia electroquímica de la piel (ESC, electrochemical skin conductance) - Neuropad
- Método de impresión de silicona (Silicone imprint method)
- Prueba cuantitativa directa e indirecta (QDIRT, Quantitative Direct and Indirect Test)
- Prueba de sudor sensible (SST,  Sensitive Sweat Test)
- Respuesta simpática de piel (SSR, Sympathetic Skin Response)

### Prueba de la cuchara
La prueba de la cuchara fue desarrollada  por el Dr. Ernest Bors en 1964. Se basa en la evaluación del movimiento del lado convexo de una cuchara en la superficie de la piel del paciente. En pacientes con disfunción sudomotora (por defecto de sudoración), la cuchara se deslizará de manera suave e ininterrumpida. Por el contrario, el movimiento de la cuchara en situaciones normales se verá interrumpido frecuentemente por la presencia de sudor en la piel.
La prueba de la cuchara es muy económica, fácil de realizar y no necesita instrumentaje caro, por contra es subjetiva y no cuantificable.

### Examen físico
La observación clínica de la piel del paciente, especialmente en las extremidades inferiores, junto con su historia clínica, puede proporcionar información importante sobre la posible presencia de una disfunción sudomotora. La evidencia de una hidratación anormal en la piel, como en la hiperqueratosis, caspa excesiva, queilitis angular y úlceras, puede sugerir disfunción sudomotora. La presencia de un olor intenso en los pies puede ser otro indicio.